# نسخه جدید باخ
نسخه جدید باخ (آلمانی: Neue Bach-Ausgabe) یا به اختصار اِن‌بی‌اِی (NBA) دومین نسخهٔ کامل از آثار یوهان سباستیان باخ است که توسط شرکت برِن‌رایتر منتشر شد که نسخه‌ای هنرسنجانه و تاریخی است.
هنگامی که باخ درگذشت، بیشتر آثارش منتشر نشده بودند. نخستین نسخهٔ کامل موسیقی باخ در نیمه دوم قرن نوزدهم توسط باخ گیزلشافت منتشر شد. نسخه کامل دوم شامل برخی از اکتشافات انجام شده از سال ۱۹۰۰ بود، اما چنین آثار و آهنگ‌هایی نسبتاً کم بودند. اهمیت اِن‌بی‌اِی بیشتر در به‌کارگیری آخرین دانسته‌ها و پژوهش‌های انجام‌شده بر روی آثار باخ است. جمع‌آوری و تدوین این نسخۀ جدید از آثار باخ از سال ۱۹۵۰ میلادی شروع شد و سرانجام در ژوئن ۲۰۰۷ خاتمه یافت. هنگام آماده‌سازی این ویرایش و نسخهٔ جدید، آثار گمشده در آن گنجانده شد، در حالی که ثابت شد برخی از آهنگ‌ها و آثار شناخته شده آثار باخ نیستند. حین بررسی منابع، گاهشماری ساخته‌های او هم اصلاح شد.